# Karangmangu (Kramatmulya)
Karangmangu is een bestuurslaag in het regentschap Kuningan van de provincie West-Java, Indonesië. Karangmangu telt 3947 inwoners (volkstelling 2010).